# Silene microphylla
Silene microphylla är en nejlikväxtart som beskrevs av Pierre Edmond Boissier. Silene microphylla ingår i släktet glimmar, och familjen nejlikväxter. Inga underarter finns listade i Catalogue of Life.